# Лена Олин
Лена Олин (швед. Lena Olin) је шведска глумица рођена 22. марта 1955. године у Стокхолму.

## Филмографија
| Улоге Лена Олин |               |                         |                        |          |
| Година          | Српски назив  | Изворни назив           | Улога                  | Напомена |
| 1993.           | Ромео крвари  | Romeo Is Bleeding       | Мона Демарков          |          |
| 1999.           | Девета капија | The Ninth Gate          | Лијана Телфер          |          |
| 2000.           | Чоколада      | Chocolat                | Жозефин Мускат         |          |
| 2005.           | Казанова      | Casanova                | Андреа Бруни           |          |
| 2008.           | Читач         | The Reader/Der Vorleser | Илана Матер/Розе Матер |          |